# 1896

## Събития
За пръв път след 366 г. се провеждат Олимпийски игри в Атина, Гърция. 

## Родени
- Борис Богданов, български политик
- Фердинанд Хоринек, български шахматист
- Апостолос Николаидис, гръцки спортист
- Велко Спанчев, български икономист
- Стефан Чумпалов, български футболист
- 2 януари – Дзига Вертов, руски режисьор
- 6 януари – Иван Маринов, български военен деец
- 11 януари – Иван Винаров, съветски военен разузнавач и български генерал
- 14 февруари – Георги Шейтанов, български анархист
- 18 февруари – Андре Бретон, френски поет и писател
- 19 февруари – Кирил Янчулев, български военен деец
- 24 февруари – Григор Агаронян, арменски скулптор
- 25 февруари – Цветан Лазаров, български авиоконструктор
- 6 март – Никола Обрешков, български математик
- 16 март – Менча Кърничева, българска революционерка († 1964 г.)
- 24 март – Илия Кушев, български офицер и революционер
- 13 април – Никола Гешев, български полицай
- 29 април – Констанца Кирова, българска певица
- 21 май – Вера Иванова-Мавродинова, български учен
- 26 май – Христо Лилков, български военен деец и политик
- 30 май – Хауърд Хоукс, американски кино режисьор
- 7 юни – Имре Над, унгарски политик
- 19 юни – Аркадий Екатов, съветски летец-изпитател
- 26 юни – Андрей Грабар, руски учен
- 16 юли – Тригве Ли, норвежки политик
- 19 юли – Арчибалд Кронин, шотландски писател
- 9 август – Жан Пиаже, швейцарски психолог, логик и философ
- 15 август – Гърти Кори, американска биохимичка, Нобелов лауреат през 1947 г. († 1957 г.)
- 26 август – Иван Михайлов, български революционер
- 1 септември – Бхактиведанта Свами Прабхупада, индийски религиозен водач,
- 2 септември – Асен Йорданов, български авиоинженер
- 4 септември – Антонен Арто, френски драматург, актьор и режисьор
- 5 септември – Хаймито фон Додерер, австрийски писател
- 20 септември – Фридрих Земиш, германски шахматист
- 24 септември – Франсис Скот Фицджералд, американски писател
- 12 октомври – Еудженио Монтале, италиански поет
- 15 октомври – Селестин Френе, френски педагог
- 13 ноември – Нобусуке Киши, министър-председател на Япония
- 14 ноември – Мейми Айзенхауер, първа дама на САЩ (1953 – 1961)
- 19 ноември – Георгий Жуков, съветски маршал
- 24 ноември – Цанко Лавренов, български художник
- 1 декември:
  - Рекс Стаут, американски писател
  - Петко Стайнов, български композитор
- 15 декември – Христо Вакарелски, български фолклорист
- 21 декември – Константин Рокосовски, съветски маршал от полски произход
- 26 декември – Георги Наджаков, български физик
- 27 декември – Карл Цукмайер, германски писател († 1977 г.)

## Починали
- Димитър Великсин, български възрожденски поет и книжовник
- 8 януари – Пол Верлен, френски поет
- 20 януари – Хайнрих фон Батенберг, германски принц
- 25 януари – Фредерик Лейтън, английски художник
- 21 март – Ангел Бамбалов, български революционер
- 11 април – Иван Атанасов – Инджето, български революционер
- 15 април – Август Александър Ярнефелт, руски офицер
- 22 май – Пьотър Алабин, руски общественик
- 1 юли – Хариет Бичър Стоу, американска писателка
- 13 юли – Фридрих Август Кекуле, немски химик
- 10 август – Ото Лилиентал, германски авиатор и изобретател
- 13 август – Джон Миле, британски художник
- 18 август – Рихард Авенариус, германски философ
- 3 октомври – Уилям Морис, английски дизайнер, художник, писател и социалист
- 7 октомври – Джон Лангдън Даун, английски учен, генетик
- 11 октомври – Антон Брукнер, композитор
- 10 декември – Алфред Нобел, шведски преприемач
- 26 декември – Емил дю Боа-Реймон, германски физиолог